# Mariona Caldentey Oliver
Maria Francesca Caldentey Oliver (Felanitx, 19 de març de 1996), coneguda popularment com a Mariona Caldentey, és una futbolista mallorquina que juga actualment a l'Arsenal. Pot jugar com a davantera en qualsevol de les posicions atacants o fins i tot d'interior. Un dels seus gols en la Copa del Món Sub-20 de 2016 disputada a Papua Nova Guinea va ser triat com a millor gol del campionat. És internacional amb la Selecció femenina de futbol d'Espanya, amb la qual va disputar l'Eurocopa de 2017, en la qual va arribar a quarts de final, el Mundial de 2019, vuitfinalistes, l'Eurocopa de 2022, quartfinalistes i el Mundial de 2023 que van guanyar.

## Biografia
Nascuda en la localitat mallorquina de Felanitx, es filla de Miquel Àngel Caldentey i Maria Oliver, infermera de professió. El seu pare va morir de manera sobtada el 2018, als 55 anys d'edat. Té un germà més gran. Va aprendre a tocar el piano amb la seva àvia Maria.
Va començar a jugar al futbol als cinc anys en l'equip del seu poble. Tot i no haver-se format a La Masia, és del Barça de tota la vida; equip al que va arribar als 18 anys. El seu pare va ser un dels impulsors de la penya blaugrana Els Tamarells.
És graduada en Ciències de l'Activitat Física i de l'Esport i ha manifestat la seva intenció de ser professora i dedicar-se a la docència.
L'estiu de 2020 el camp municipal de Felanitx va ser batejat amb el seu nom.

## Trajectòria

### U. D. Collerense
Va començar la seva carrera a la Unió Esportiva Collera, equip del Coll d'en Rabassa on es va formar com a futbolista. Allà va jugar fins als divuit anys, quan va fitxar pel F.C. Barcelona. Durant la seva etapa en el club balear, Caldentey va haver de superar diverses lesions. Va debutar a Primera Divisió amb només 15 anys i va disputar dues temporades en la Lliga Iberdrola amb el Collerense abans de viatjar a la Ciutat Comtal per vestir la samarreta blaugrana.

### F. C. Barcelona
L'estiu de 2014, el F. C. Barcelona va fer oficial el fitxatge de la mallorquina. En la seva primera temporada en el club blaugrana, Caldentey es va proclamar campiona de la Copa Catalunya i de la Liga espanyola amb les seves companyes.
Al començament de la temporada 2015-2016, el club va revelar que Mariona cambiava el seu dorsal pel '9', que mantè a l'actualitat. 2015 va ser l'any en què el primer equip femení es va convertir en professional, convirtint-se així en el primer club de la Lliga Espanyola femenina en ser-ho. L'equip va aconseguir classificar-se per a la final de la Copa de la Reina, però va caure derrotat en la final per l'Atlètic de Madrid, que va conquistar la primera Copa de la seva història. També van ser subcampiones de Lliga per darrere de l'Athletic Club.
A la temporada 2016-2017, el Barça va arribar a les semifinals de la Lliga de Campions per primera vegada en la història del club i dels equips de la lliga Iberdrola. El Paris Saint Germain les va eliminar amb un global de 5–1.
La seva quarta temporada com blaugrana va estar marcada per una greu lesió que la va tenir allunyada quatre mesos dels terrenys de joc. Es va lesionar al partit de vuitens de final de la Lliga de Campions disputat al Miniestadi el novembre de 2017. Els serveis mèdics del club van revelar que patia un esquinç de lligament col·lateral del genoll esquerre. Caldentey va acabar la temporada amb 14 partits jugats en lliga i 8 gols. El juny, ja recuperada de la lesió, va poder jugar la final de la Copa de la Reina davant l'Atlético de Madrid, i va ser l'heroïna de l'equip en marcar l'únic gol de la final als darrers minuts de la pròrroga.
L'agost de 2018, Caldentey va patir una lesió mentre estava concentrada amb la selecció espanyola que la va impedir començar la temporada amb normalitat. A l'abril de 2019, el club va anunciar per mitjà dels seus canals oficials la renovació del contracte de la mallorquina fins al 2022.

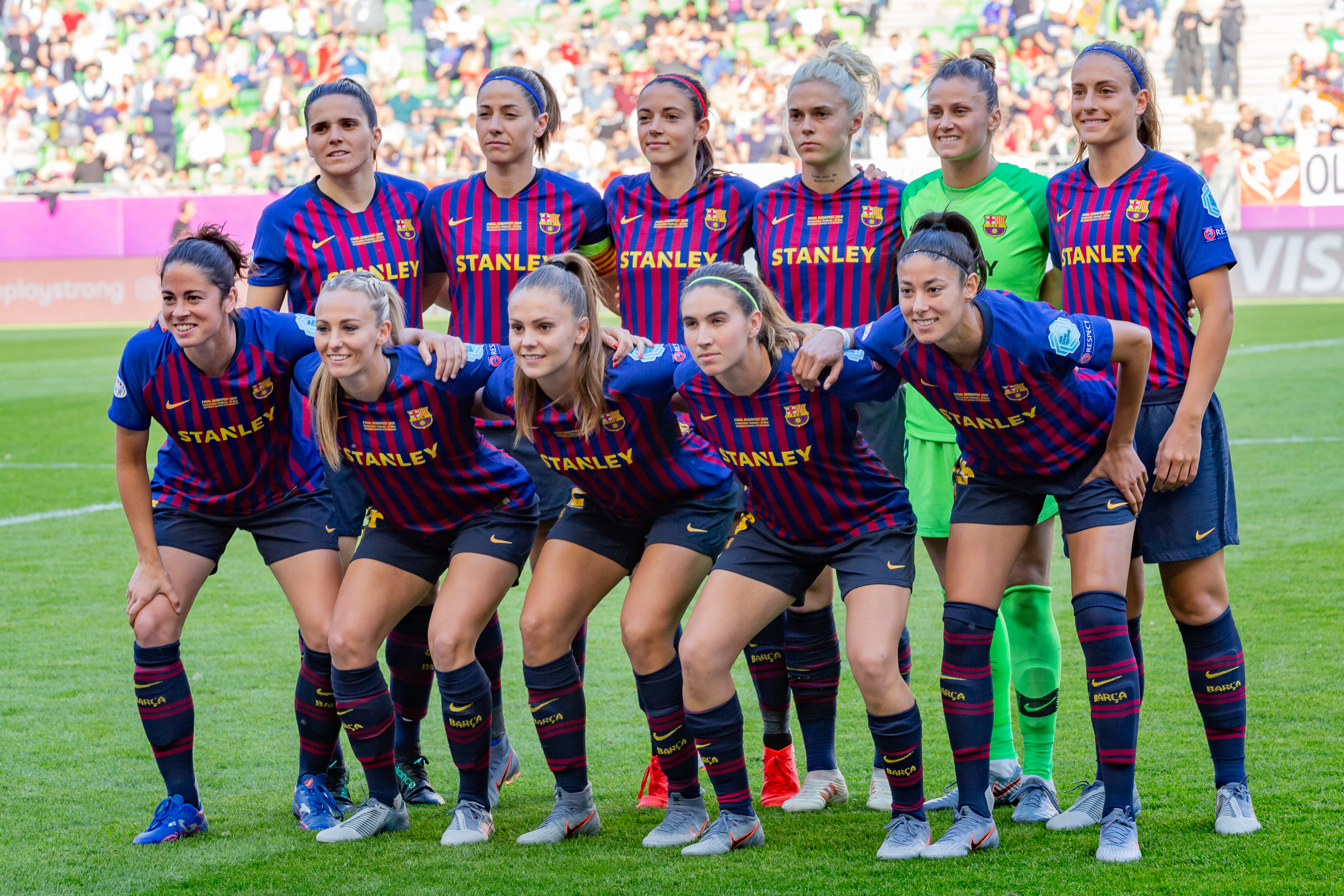
Caldentey amb les seves companyes abans de disputar la final de la Lliga de Campions 2018-2019 davant l'Olympique de Lió.

El Barça va tornar a proclamar-se subcampió de lliga darrere l'Atlético de Madrid. Mariona va tancar la seva cinquena temporada a Barcelona amb 20 partits jugats i 9 gols. En competició europea, va disputar 7 partits i va marcar 2 gols, un dels que va servir per classificar l'equip per disputar la primera final de la història de la secció de fútbol femenina del club i de qualsevol equip de la lliga. Caldentey va formar part de l'onze inicial per jugar la final, que el Barça va perdre 4-1 davant l'Olympique de Lyon. Jugadores i staff tècnic han considerat sovint la final perduda a Budapest un punt d'inflexió pels èxits posteriors.
El 7 de gener de 2020 l'equip va disputar el partit de lliga corresponent a la 15a jornada davant l'Athletic Club a l'estadi d'San Mamés davant 32.068 espectadores, en el qual Caldentey va obrir el marcador. Al febrer es va disputar la primera Supercopa d'Espanya femenina de la història; partit que les blaugrana van jugar davant de la Reial Societat i que va guanyar amb un contundent 1-10 en el qual va jugar de titular. Al maig l'equip de Lluís Cortés el Barça es va proclamar campió de la Lliga Iberdrola a falta de vuit jornades per disputar a causa a la suspensió de la competició domèstica per la pandèmia de COVID-19. Amb vint-i-nou partits disputats sumava dinou victòries i dos empats, amb nou punts més que el segon, l'Atlético de Madrid. Els seus registres en Lliga van ser de 17 partits jugats, 6 gols marcats i 5 assistències. L'agost, sense ritme de competició, van classificar-se per a les semifinals de la Lliga de Campions eliminant l'Atlético de Madrid per 1-0, a partit únic i a porta tancada, però van caure eliminades en semifinals enfront del Wolfsburg amb el mateix resultat.
La Copa de la Reina va ser ajornada a causa de la pandèmia i el tram final de la competició es va jugar al febrer de 2021. Les blaugranes es van enfrontar a la final a l'Escuelas de Fútbol de Logroño a l'estadi de La Rosaleda de Màlaga on van guanyar per 3 gols a zero.
La temporada següent van jugar per primer cop al Camp Nou un partit de futbol femení, el derbi contra l'Espanyol. Una jugada de Caldentey fent un regat en aquest partit es va fer viral a les xarxes socials. Les blaugranes es van proclamar campiones de Liga per segon cop consecutiu el 9 de maig de 2021 a falta de 8 partits per disputar. L'equip va aconseguir el primer triplet amb un paper destacat de Mariona, havent disputat tots els partits de la temporada. Va jugar els 34 partits de Lliga, els 9 de Lliga de Campiones, a més dels de Copa de la Reina i Supercopa d'Espanya. Els seus registres golejadors, els millors de la seva carrera, la van situar com una de les màximes golejadores de l'equip.
La temporada 2021-22 novament va estar marcada per les lesions. Només va poder jugar 24 partits i va marcar vuit gols entre totes les competicions. L'equip va guanyar per primer cop tots els títols a nivell domèstics, però va perdre la final de la Lliga de Campions novament davant l'Olympique de Lyon, partit en que va ser titular i va ser substituïda per Lieke Martens.
A la temporada 2022-23 van tornar a conquerir la Lliga de Campions, però en aquesta temporada no van poder conseguir la Copa de la Reina, excloses de la competició per l'alineació indeguda de Geyse Ferreira, després d'haver guanyat el partit per 0-9.
A la temporada 2023-24 l'equip va guanyar novament el títol de lliga, el 5è de forma consecutiva per primer cop a la història del club (tant a la secció de futbol masculina com de la femenina) i de la lliga espanyola femenina. Van guanyar el títol de forma matemàtica el 4 de maig amb una victòria davant el Granada (1-4). Van celebrar el títol la següent jornada, en què l'equip rebia l'Athlètic Club de Bilbao, precisament el dia que Mariona celebrava el seu partit núm. 300 amb el Barça. Mariona va obrir el marcador i va marcar el sisè gol, que suposava el gol número 3.000 de la història del primer equip femení del Barça entre les lligues de Primera i Segona divisió. La setmana següent va marcar un altre doblet a la final de la Copa del Rei, davant la Reial Societat (8-0). El juny de 2024 finalitzà el seu contracte i decidí no renovar, havent jugat 303 partits, marcat 115 gols i guanyat 25 títols amb el Barça.

## Arsenal
L'estiu de 2024 fitxà per l'Arsenal. En la seva primera temporada va rebre el premi a Millor jugador de la temporada de la Women’s Super League.

## Palmarès
Campionats estatals
| Títol            | Club         | Any  |
| ---------------- | ------------ | ---- |
| Lliga Espanyola  | FC Barcelona | 2015 |
| Lliga Espanyola  | FC Barcelona | 2020 |
| Lliga Espanyola  | FC Barcelona | 2021 |
| Lliga Espanyola  | FC Barcelona | 2022 |
| Lliga Espanyola  | FC Barcelona | 2023 |
| Lliga Espanyola  | FC Barcelona | 2024 |
| Copa de la Reina | FC Barcelona | 2017 |
| Copa de la Reina | FC Barcelona | 2018 |
| Copa de la Reina | FC Barcelona | 2020 |
| Copa de la Reina | FC Barcelona | 2021 |
| Copa de la Reina | FC Barcelona | 2022 |
| Copa de la Reina | FC Barcelona | 2024 |
| Supercopa        | FC Barcelona | 2020 |
| Supercopa        | FC Barcelona | 2022 |
| Supercopa        | FC Barcelona | 2023 |
| Supercopa        | FC Barcelona | 2024 |
| Copa Catalunya   | FC Barcelona | 2014 |
| Copa Catalunya   | FC Barcelona | 2015 |
| Copa Catalunya   | FC Barcelona | 2016 |
| Copa Catalunya   | FC Barcelona | 2017 |
| Copa Catalunya   | FC Barcelona | 2018 |
| Copa Catalunya   | FC Barcelona | 2020 |

Campionats internacionals
| Títol             | Equip              | Seu       | Any  |
| ----------------- | ------------------ | --------- | ---- |
| Copa Algarve      | Selecció espanyola | Portugal  | 2017 |
| Lliga de Campions | FC Barcelona       | Göteborg  | 2021 |
| Lliga de Campions | FC Barcelona       | Eindhoven | 2023 |
| Lliga de Campions | FC Barcelona       | Bilbao    | 2024 |
| Lliga de Campions | Arsenal            | Portugal  | 2025 |

Premis individuals
- Premi Kubala al millor gol de la temporada 2022-23.[67]
- Premi a la millor Jugadora de la Lliga Anglesa 2024-25[68]

## Llibre, Bibliografia
El 2024 va publicar un llibre, junt amb la periodista Laia Coll, sobre els seus començaments, les seves experiències en el futbol i les dificultats amb les que ha hagut de lliutar en general el futbol femení:
- Coll, Laia; Caldentey, Mariona, Mariona Caldentey. Com hem canviat la història, amb pròleg d'Andrés Iniesta. Valls: Cossetània Edicions, 2024, ISBN 978-84-1356-434-0